# The IVth Crusade
The IVth Crusade är ett album av bandet Bolt Thrower som släpptes på Earache Records 1992. Albumets titel kommer från Fjärde korståget och intagandet av Konstantinopel. Albumets omslag är ett konstverk av Eugène Delacroix som visar intåget.

## Låtlista
1. "The IVth Crusade" – 4:59
2. "Icon" – 4:40
3. "Embers" – 5:18
4. "Where Next to Conquer" – 3:50
5. "As the World Burns" – 5:28
6. "This Time It's War" – 5:51
7. "Ritual" – 4:39
8. "Spearhead" – 6:47
9. "Celestial Sanctuary" – 4:37
10. "Dying Creed" – 4:17
11. "Through the Ages (Outro)" – 3:45